# 花园城 (南达科他州)
花园城（英語：Garden City），是美国南达科他州下属的一座城市。根据2010年美国人口普查，该市有人口52人。论人口在本州排行第275。